# Transylvania Open 2024
Transylvania Open 2024 a fost un turneu de tenis feminin care s-a jucat în interior pe terenuri cu suprafață dură. Turneul, dotat cu 267.082 de dolari, a făcut parte din categoria WTA 250 a Circuitului WTA 2024. Cea de-a patra ediție a Transylvania Open a avut loc la BT Arena din Cluj-Napoca, România, în perioada 5–11 februarie 2024.
Principala favorită la simplu a fost olandeza Arantxa Rus, locul 45 mondial, care a fost eliminată în sferturile de finală de Ana Bogdan. Ultima participantă directă la simplu a fost americanca Alycia Parks, locul 82 mondial.
Cehoaica Karolína Plíšková, în vârstă de 31 de ani, a câștigat cel de-al 17-lea titlu de simplu pe circuitul WTA, după ce a învins-o în finală pe Ana Bogdan. La dublu au câștigat americancele Caty McNally și Asia Muhammad, care au obținut primul lor trofeu comun.

## Campioane

### Simplu
Pentru mai multe informații consultați Transylvania Open 2024 – Simplu

### Dublu
Pentru mai multe informații consultați Transylvania Open 2024 – Dublu

## Puncte și premii în bani

### Distribuția punctelor
| Probă  | C   | F   | SF | QF | Runda 2 | Runda 1 | Q   | Q2  | Q1  |
| Simplu | 250 | 163 | 98 | 54 | 30      | 1       | 18  | 12  | 1   |
| Dublu  | 250 | 163 | 98 | 54 | 1       | N/A     | N/A | N/A | N/A |

### Premii în bani
| Probă  | C        | F        | SF       | QF      | Runda 2 | Runda 1 | Q2      | Q1      |
| Simplu | 36.250 $ | 20.830 $ | 11.610 $ | 6.608 $ | 4.040 $ | 2.890 $ | 2.140 $ | 1.380 $ |
| Dublu* | 12.820 $ | 7.210 $  | 4.140 $  | 2.470 $ | 1.900 $ | N/A     | N/A     | N/A     |

*per echipă